# Slemmig rosenbladstekel
Slemmig rosenbladstekel (Endelomyia aethiops) är en stekelart som först beskrevs av Fabricius.  Slemmig rosenbladstekel ingår i släktet Endelomyia och familjen bladsteklar. Arten är reproducerande i Sverige. Inga underarter finns listade i Catalogue of Life.